# Кюснахт (округ)
Кюснахт (нем. Bezirk Küssnacht) — округ в Швейцарии. Центр округа — город Кюснахт.
Округ входит в кантон Швиц. Занимает площадь 36,2 км². Население 11 675 чел. Официальный код — 0504.

## Коммуны округа
| Герб    | Коммуна | Население (2006) | Площадь км² | Официальный код |
| ------- | ------- | ---------------- | ----------- | --------------- |
| Кюснахт | Кюснахт | 11 675           | 36,2        | 1331            |
|         | Итого   | 11 675           | 36,2        | 0504            |